# リュシアン・ドマネー
ジョルジュ・リュシアン・ドマネー（Georges Lucien Démanet、1874年12月6日 - 1979年3月16日）は、フランスの体操選手である。彼は、1900年パリオリンピックの体操競技個人総合及び1920年アントワープオリンピックの体操競技団体で合計2個の銅メダルを獲得した。

## 経歴
リュシアン・ドマネーは、自国フランスで行われたパリオリンピックの体操競技に、フランス代表108人のうちの1人として参加した。
この大会での体操競技個人総合は、鉄棒や床運動などの体操競技種目以外にも走幅跳などの陸上競技種目や綱のぼり、重量挙げなどを含んだ合計16種目の総合得点を争うものだった。各種目には最高20点の得点が与えられた。ドマネーは16種目の合計で293点を獲得して3位に入り、302点を獲得して金メダリストとなったギュスターヴ・サンドラス、295点を獲得して銀メダリストになったノエル・バスに続いて銅メダリストとなり、地元フランス勢がメダルを独占する結果になった。
その20年後、45歳になったドマネーは1920年アントワープオリンピックの体操競技団体にフランス代表チームの一員として再び出場した。フランス代表チームは、出場5チームのうち3番目の成績を収め、ドマネーはもう1個の銅メダルを獲得することになった。
1905年にボルドーで開催された第2回世界体操競技選手権では、団体で金メダル、個人総合と鉄棒で銅メダルを獲得している。